# Formule 3 Euro Series 2008

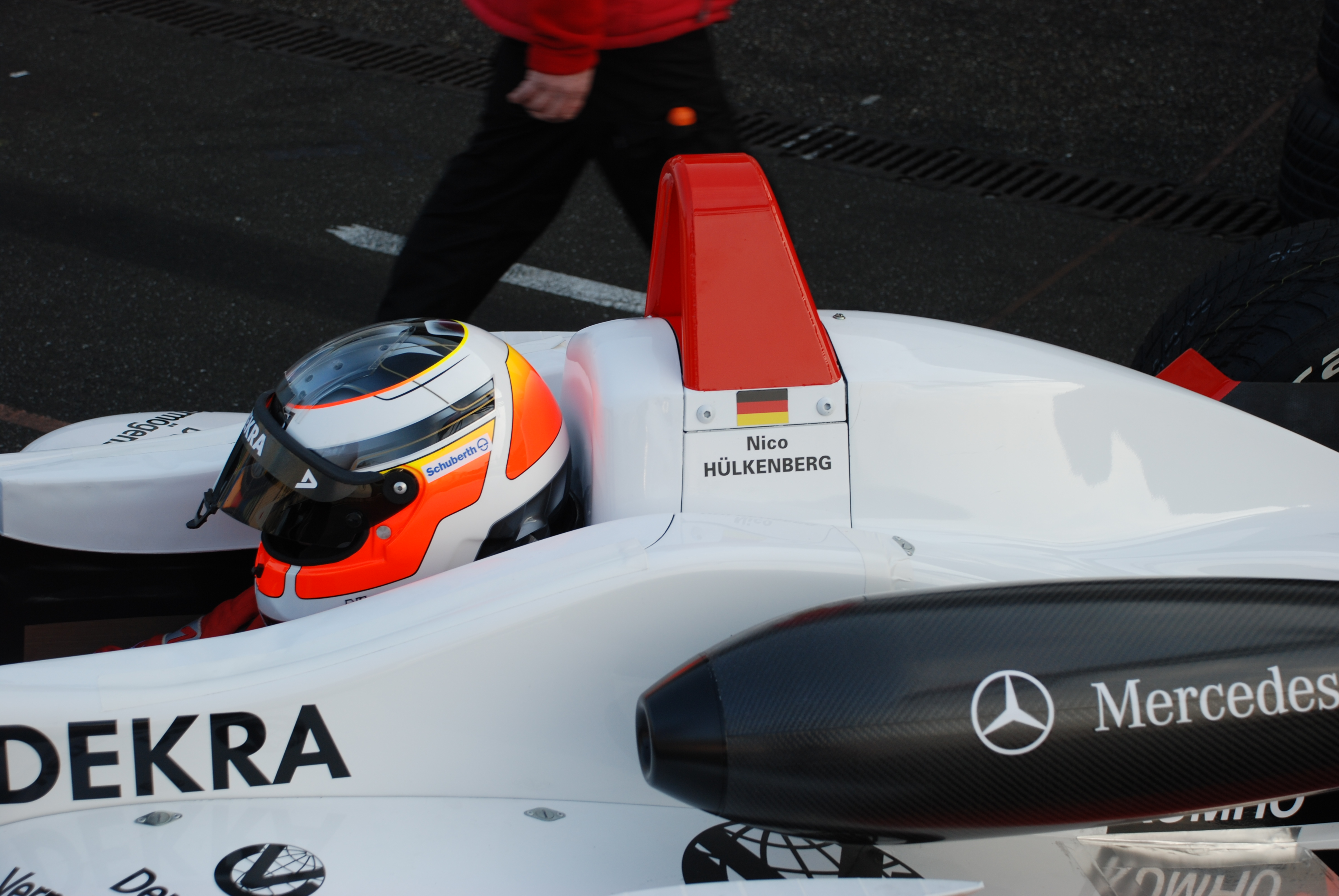
Nico Hülkenberg, champion de la Formule 3 Euro Series, édition 2008

Le championnat de Formule 3 Euro Series 2008 se déroule du 11 avril au 26 octobre 2008. Il a été remporté par le pilote allemand Nico Hülkenberg au volant d'une Dallara-Mercedes de l'écurie ART Grand Prix.

## Règlement sportif
- Première manche de chaque meeting : attribution des points selon le barème 10,8,6,5,4,3,2,1 - L'auteur de la pole position inscrit un point.
- Seconde manche de chaque meeting : la grille de départ est déterminée par l'ordre d'arrivée de la première manche, avec inversion des positions pour les huit premiers. Seuls les 6 premiers marquent des points, selon le barème 6,5,4,3,2,1.

## Engagés
| Écurie            | #  | Pilote               | Rookie | Châssis  | Moteur        | Courses   |
| ----------------- | -- | -------------------- | ------ | -------- | ------------- | --------- |
| ART Grand Prix    | 1  | Nico Hülkenberg      |        | F308/009 | Mercedes-Benz | Toutes    |
| ART Grand Prix    | 2  | James Jakes          |        | F308/049 | Mercedes-Benz | Toutes    |
| ART Grand Prix    | 24 | Jules Bianchi        | R      | F308/026 | Mercedes-Benz | Toutes    |
| ART Grand Prix    | 25 | Jon Lancaster        | R      | F308/070 | Mercedes-Benz | Toutes    |
| Mücke Motorsport  | 3  | Christian Vietoris   |        | F308/050 | Mercedes-Benz | Toutes    |
| Mücke Motorsport  | 4  | Erik Janiš           | R      | F308/042 | Mercedes-Benz | Toutes    |
| Mücke Motorsport  | 26 | Mika Mäki            | R      | F308/005 | Mercedes-Benz | Toutes    |
| Manor Motorsport  | 5  | Sam Bird             |        | F308/036 | Mercedes-Benz | Toutes    |
| Manor Motorsport  | 6  | Niall Breen          |        | F308/001 | Mercedes-Benz | 1–8       |
| Manor Motorsport  | 28 | Koudai Tsukakoshi    |        | F308/059 | Mercedes-Benz | Toutes    |
| Manor Motorsport  | 29 | Kazuya Oshima        |        | F308/046 | Mercedes-Benz | Toutes    |
| Signature-Plus    | 7  | Edoardo Mortara      |        | F308/073 | Volkswagen    | Toutes    |
| Signature-Plus    | 8  | Franck Mailleux      |        | F308/057 | Volkswagen    | Toutes    |
| Signature-Plus    | 30 | Jean-Karl Vernay     |        | F308/033 | Volkswagen    | Toutes    |
| Signature-Plus    | 31 | Stefano Coletti      | R      | F308/011 | Volkswagen    | 1–2       |
| Signature-Plus    | 35 | Robert Wickens       | R      | F308/011 | Volkswagen    | 3–6, 8–10 |
| Prema Powerteam   | 9  | Renger van der Zande |        | F308/015 | Mercedes-Benz | Toutes    |
| Prema Powerteam   | 10 | Charlie Kimball      |        | F308/047 | Mercedes-Benz | 1–3       |
| Prema Powerteam   | 23 | Dani Clos            |        | F308/031 | Mercedes-Benz | Toutes    |
| Prema Powerteam   | 31 | Stefano Coletti      | R      | F308/047 | Mercedes-Benz | 4–10      |
| Jo Zeller Racing  | 14 | Michael Klein        |        | F308/044 | Mercedes-Benz | 1–4       |
| Jo Zeller Racing  | 19 | Tom Dillmann         |        | F308/044 | Mercedes-Benz | 6         |
| HBR Motorsport    | 15 | Daniel Campos-Hull   | R      | F308/052 | Mercedes-Benz | Toutes    |
| HBR Motorsport    | 27 | Basil Shaaban        |        | F308/021 | Mercedes-Benz | Toutes    |
| RC Motorsport     | 17 | Maximilian Götz      |        | F308/077 | Volkswagen    | 1–4       |
| RC Motorsport     | 18 | Martin Plowman       | R      | F308/051 | Volkswagen    | 1–7       |
| RC Motorsport     | 32 | Jens Klingmann       | R      | F308/032 | Volkswagen    | Toutes    |
| RC Motorsport     | 33 | Cong Fu Cheng        |        | F308/010 | Volkswagen    | 3–10      |
| RC Motorsport     | 41 | Brendon Hartley      |        | F308/077 | Volkswagen    | 6         |
| RC Motorsport     | 43 | Peter Elkmann        |        | F308/051 | Volkswagen    | 8         |
| RC Motorsport     | 44 | Nelson Panciatici    |        | F308/051 | Volkswagen    | 9         |
| RC Motorsport     | 45 | Frédéric Vervisch    |        | F308/051 | Volkswagen    | 10        |
| SG Formula        | 19 | Tom Dillmann         |        | F308/014 | Mercedes-Benz | 1–3       |
| SG Formula        | 20 | Henkie Waldschmidt   | R      | F308/029 | Mercedes-Benz | Toutes    |
| SG Formula        | 21 | Richard Philippe     | R      | F308/014 | Mercedes-Benz | 8–10      |
| SG Formula        | 34 | Yann Clairay         |        | F308/072 | Mercedes-Benz | Toutes    |
| SG Formula        | 40 | Daniel Ricciardo     | R      | F308/014 | Mercedes-Benz | 6         |
| Carlin Motorsport | 21 | Richard Philippe     | R      | F308/055 | Mercedes-Benz | 1–7       |
| Carlin Motorsport | 22 | Rodolfo Gonzalez     |        | F308/074 | Mercedes-Benz | 1–9       |
| Carlin Motorsport | 41 | Brendon Hartley      |        | F308/055 | Mercedes-Benz | 8–10      |
| Carlin Motorsport | 46 | Oliver Oakes         |        | F308/074 | Mercedes-Benz | 10        |
| Barazi-Epsilon    | 42 | Stéphane Richelmi    | R      | F308/094 | Mercedes-Benz | 8–10      |

| Icône | Légende |
| ----- | ------- |
| R     | Rookie  |

- Le Monégasque Stefano Coletti, qui a perdu le soutien financier de Red Bull, est limogé par son écurie Signature-Plus et remplacé par le Canadien Robert Wickens (un autre membre du programme de jeunes pilotes de Red Bull) à partir du week-end de Pau[1]. Coletti retrouve un volant chez Prema Powerteam en remplacement de Charlie Kimball à partir du week-end du Norisring[2].

## Résultats
| Épreuve | Épreuve | Circuit        | Date         | Pole position      | Meilleur tour      | Vainqueur pilote     | Vainqueur écurie | Vainqueur rookie   |
| ------- | ------- | -------------- | ------------ | ------------------ | ------------------ | -------------------- | ---------------- | ------------------ |
| 1       | R1      | Hockenheimring | 12 avril     | Nico Hülkenberg    | Mika Mäki          | Mika Mäki            | Mücke Motorsport | Mika Mäki          |
| 1       | R2      | Hockenheimring | 13 avril     |                    | Dani Clos          | Renger van der Zande | Prema Powerteam  | Erik Janiš         |
| 2       | R1      | Mugello        | 3 mai        | Nico Hülkenberg    | Christian Vietoris | Nico Hülkenberg      | ART Grand Prix   | Jules Bianchi      |
| 2       | R2      | Mugello        | 4 mai        |                    | Mika Mäki          | Mika Mäki            | Mücke Motorsport | Mika Mäki          |
| 3       | R1      | Pau            | 31 mai       | James Jakes        | James Jakes        | James Jakes          | ART Grand Prix   | Jon Lancaster      |
| 3       | R2      | Pau            | 1er juin     |                    | Rodolfo González   | Edoardo Mortara      | Signature-Plus   | Jon Lancaster      |
| 4       | R1      | Norisring      | 28 juin      | Nico Hülkenberg    | Nico Hülkenberg    | Nico Hülkenberg      | ART Grand Prix   | Jon Lancaster      |
| 4       | R2      | Norisring      | 29 juin      |                    | James Jakes        | Christian Vietoris   | Mücke Motorsport | Robert Wickens     |
| 5       | R1      | Zandvoort      | 12 juillet   | Nico Hülkenberg    | Nico Hülkenberg    | Nico Hülkenberg      | ART Grand Prix   | Mika Mäki          |
| 5       | R2      | Zandvoort      | 13 juillet   |                    | Nico Hülkenberg    | Renger van der Zande | Prema Powerteam  | Mika Mäki          |
| 6       | R1      | Nürburgring    | 26 juillet   | Christian Vietoris | Nico Hülkenberg    | Nico Hülkenberg      | ART Grand Prix   | Jules Bianchi      |
| 6       | R2      | Nürburgring    | 27 juillet   |                    | Nico Hülkenberg    | Jon Lancaster        | ART Grand Prix   | Jon Lancaster      |
| 7       | R1      | Brands Hatch   | 30 août      | Jules Bianchi      | Jules Bianchi      | Nico Hülkenberg      | ART Grand Prix   | Jon Lancaster      |
| 7       | R2      | Brands Hatch   | 31 août      |                    | Christian Vietoris | Franck Mailleux      | Signature-Plus   | Henkie Waldschmidt |
| 8       | R1      | Barcelone      | 20 septembre | Nico Hülkenberg    | Henkie Waldschmidt | Nico Hülkenberg      | ART Grand Prix   | Erik Janiš         |
| 8       | R2      | Barcelone      | 21 septembre |                    | Jon Lancaster      | Kazuya Oshima        | Manor Motorsport | Jules Bianchi      |
| 9       | R1      | Le Mans        | 4 octobre    | Jules Bianchi      | Nico Hülkenberg    | Jules Bianchi        | ART Grand Prix   | Jules Bianchi      |
| 9       | R2      | Le Mans        | 5 octobre    |                    | Yann Clairay       | Robert Wickens       | Signature-Plus   | Robert Wickens     |
| 10      | R1      | Hockenheimring | 25 octobre   | Nico Hülkenberg    | Nico Hülkenberg    | Nico Hülkenberg      | ART Grand Prix   | Mika Mäki          |
| 10      | R2      | Hockenheimring | 26 octobre   |                    | Jules Bianchi      | Jules Bianchi        | ART Grand Prix   | Jules Bianchi      |

- Stoppée prématurément en raison d'un accident, la deuxième manche du meeting du Norisring n'a donné lieu qu'à une demi-attribution des points[3].
- Vainqueur de la première manche de Zandvoort, Nico Hülkenberg a été dans un premier temps disqualifié pour poids non conforme avant de récupérer sa victoire un mois plus tard à la suite de l'appel interjeté par son écurie, ART Grand Prix[4].
- Interrompue par la pluie pendant plus de 20 minutes avant d'être relancée, la deuxième manche du meeting du Mans ne s'est déroulée que sur onze tours. Elle n'a donné lieu qu'à une demi-attribution des points[5].

## Classement

### Pilotes
| Classement | Pilote               | Pays               | Voiture                             | Écurie                         | Nombre de points |
| ---------- | -------------------- | ------------------ | ----------------------------------- | ------------------------------ | ---------------- |
| 1er        | Nico Hülkenberg      | Allemagne          | Dallara-Mercedes                    | ART Grand Prix                 | 85               |
| 2e         | Edoardo Mortara      | Italie             | Dallara-Volkswagen                  | Signature-Plus                 | 49.5             |
| 3e         | Jules Bianchi        | France             | Dallara-Mercedes                    | ART Grand Prix                 | 47               |
| 4e         | Renger Van der Zande | Pays-Bas           | Dallara-Mercedes                    | Prema Powerteam                | 46               |
| 5e         | Mika Mäki            | Finlande           | Dallara-Mercedes                    | ASL Mücke Motorsport           | 46               |
| 6e         | Christian Vietoris   | Allemagne          | Dallara-Mercedes                    | ASL Mücke Motorsport           | 36               |
| 7e         | Koudai Tsukakoshi    | Japon              | Dallara-Mercedes                    | Manor Motorsport               | 36               |
| 8e         | Jean-Karl Vernay     | France             | Dallara-Volkswagen                  | Signature-Plus                 | 29.5             |
| 9e         | Yann Clairay         | France             | Dallara-Mercedes                    | SG Formula                     | 33               |
| 10e        | Franck Mailleux      | France             | Dallara-Volkswagen                  | Signature-Plus                 | 27               |
| 11e        | Sam Bird             | Royaume-Uni        | Dallara-Mercedes                    | Manor Motorsport               | 23               |
| 12e        | Jon Lancaster        | Royaume-Uni        | Dallara-Mercedes                    | ART Grand Prix                 | 19               |
| 13e        | James Jakes          | Royaume-Uni        | Dallara-Mercedes                    | ART Grand Prix                 | 19               |
| 14e        | Dani Clos            | Espagne            | Dallara-Mercedes                    | Prema Powerteam                | 16.5             |
| 15e        | Robert Wickens       | Canada             | Dallara-Volkswagen                  | Signature-Plus                 | 10.5             |
| 16e        | Niall Breen          | Irlande            | Dallara-Mercedes                    | Manor Motorsport               | 8                |
| 17e        | Charlie Kimball      | États-Unis         | Dallara-Mercedes                    | Prema Powerteam                | 8                |
| 18e        | Tom Dillmann         | France             | Dallara-Mercedes                    | SG Formula Jo Zeller Racing    | 8                |
| 19e        | Kazuya Oshima        | Japon              | Dallara-Mercedes                    | Manor Motorsport               | 7                |
| 20e        | Stefano Coletti      | Monaco             | Dallara-Volkswagen Dallara-Mercedes | Signature-Plus Prema Powerteam | 6.5              |
| 21e        | Erik Janis           | République tchèque | Dallara-Mercedes                    | ASL Mücke Motorsport           | 5                |
| 22e        | Maximilian Götz      | Allemagne          | Dallara-Volkswagen                  | RC Motorsport                  | 3                |
| 23e        | Michael Klein        | Allemagne          | Dallara-Mercedes                    | Jo Zeller Racing               | 2                |
| 24e        | Rodolfo Gonzalez     | Venezuela          | Dallara-Mercedes                    | Carlin Motorsport              | 0.5              |

### Rookie
| Classement | Pilote             | Pays               | Voiture                             | Écurie                         | Nombre de points |
| ---------- | ------------------ | ------------------ | ----------------------------------- | ------------------------------ | ---------------- |
| 1er        | Erik Janis         | République tchèque | Dallara-Mercedes                    | ASL Mücke Motorsport           | 78               |
| 2e         | Mika Mäki          | Finlande           | Dallara-Mercedes                    | ASL Mücke Motorsport           | 76.5             |
| 3e         | Jules Bianchi      | France             | Dallara-Mercedes                    | ART Grand Prix                 | 75.5             |
| 4e         | Jon Lancaster      | Royaume-Uni        | Dallara-Mercedes                    | ART Grand Prix                 | 66               |
| 5e         | Richard Philippe   | France             | Dallara-Mercedes                    | Carlin Motorsport              | 49               |
| 6e         | Robert Wickens     | Canada             | Dallara-Volkswagen                  | Signature-Plus                 | 45               |
| 7e         | Stefano Coletti    | Monaco             | Dallara-Volkswagen Dallara-Mercedes | Signature-Plus Prema Powerteam | 42.5             |
| 8e         | Daniel Campos-Hull | Espagne            | Dallara-Mercedes                    | HBR Motorsport                 | 37.5             |
| 9e         | Henkie Waldschmidt | Pays-Bas           | Dallara-Mercedes                    | SG Formula                     | 37               |
| 10e        | Jens Klingmann     | Allemagne          | Dallara-Volkswagen                  | RC Motorsport                  | 32.5             |
| 11e        | Martin Plowman     | Royaume-Uni        | Dallara-Volkswagen                  | RC Motorsport                  | 8                |

### Écuries
| Classement | Écurie            | Nombre de points |
| ---------- | ----------------- | ---------------- |
| 1er        | ART Grand Prix    | 159              |
| 2e         | Signature-Plus    | 110.5            |
| 3e         | Mücke Motorsport  | 88               |
| 4e         | Prema Powerteam   | 80               |
| 5e         | Manor Motorsport  | 78.5             |
| 6e         | SG Formula        | 37               |
| 7e         | Jo Zeller Racing  | 11               |
| 8e         | RC Motorsport     | 4                |
| 9e         | Carlin Motorsport | 1.5              |
| 10e        | HBR Motorsport    | 0                |

### Nations
| Classement | Nation             | Nombre de points |
| ---------- | ------------------ | ---------------- |
| 1er        | France             | 140              |
| 2e         | Allemagne          | 119              |
| 3e         | Royaume-Uni        | 64               |
| 4e         | Italie             | 49.5             |
| 5e         | Pays-Bas           | 48               |
| 6e         | Finlande           | 47               |
| 7e         | Japon              | 43               |
| 8e         | Espagne            | 17.5             |
| 9e         | Canada             | 11.5             |
| 10e        | Irlande            | 9                |
| 11e        | États-Unis         | 8                |
| 12e        | Monaco             | 6.5              |
| 13e        | République tchèque | 5                |
| 14e        | Venezuela          | 0.5              |